# Nieuwe Herengracht

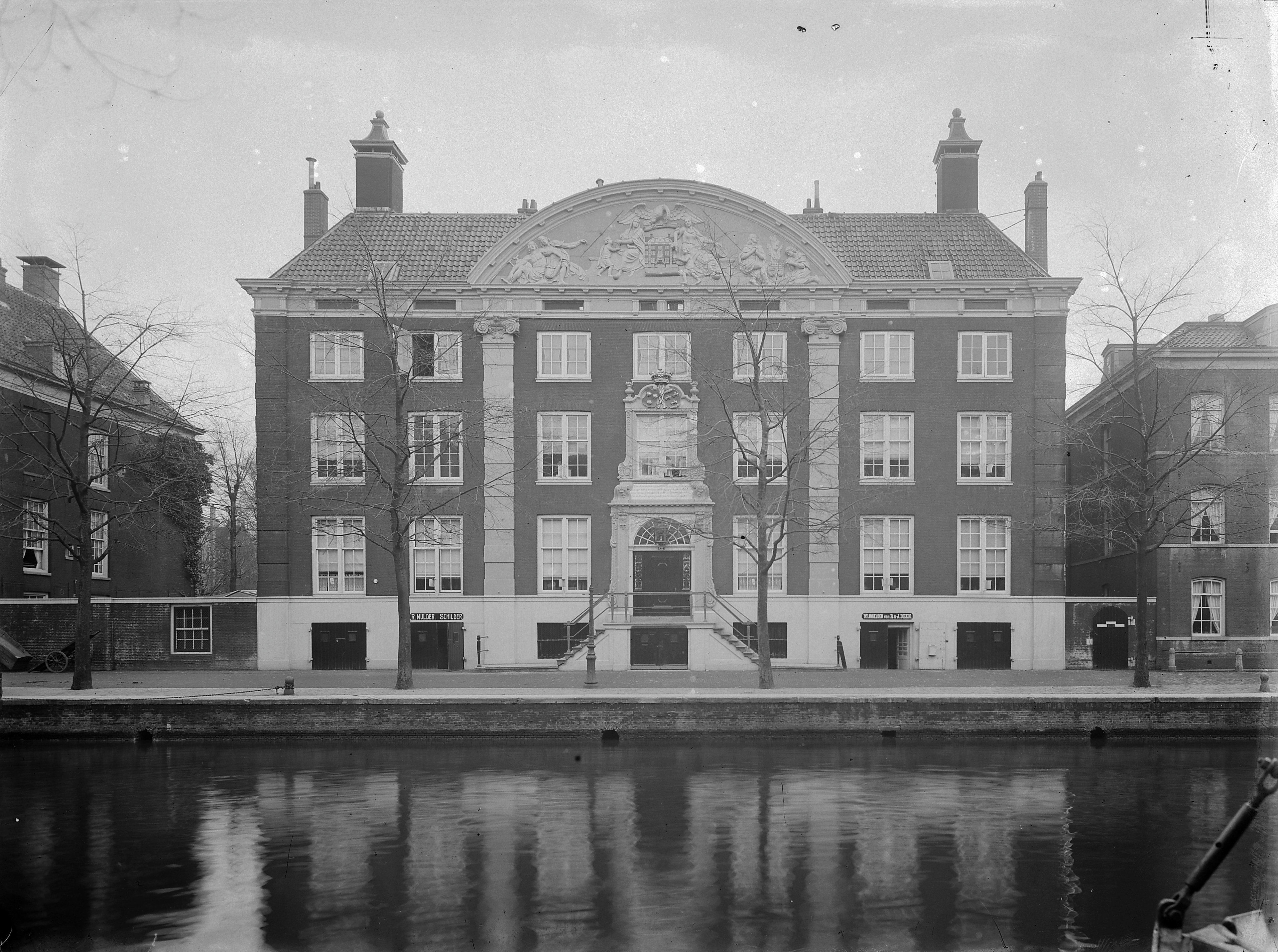
Voorgevel Corvershof aan de Nieuwe Herengracht; circa 1920.

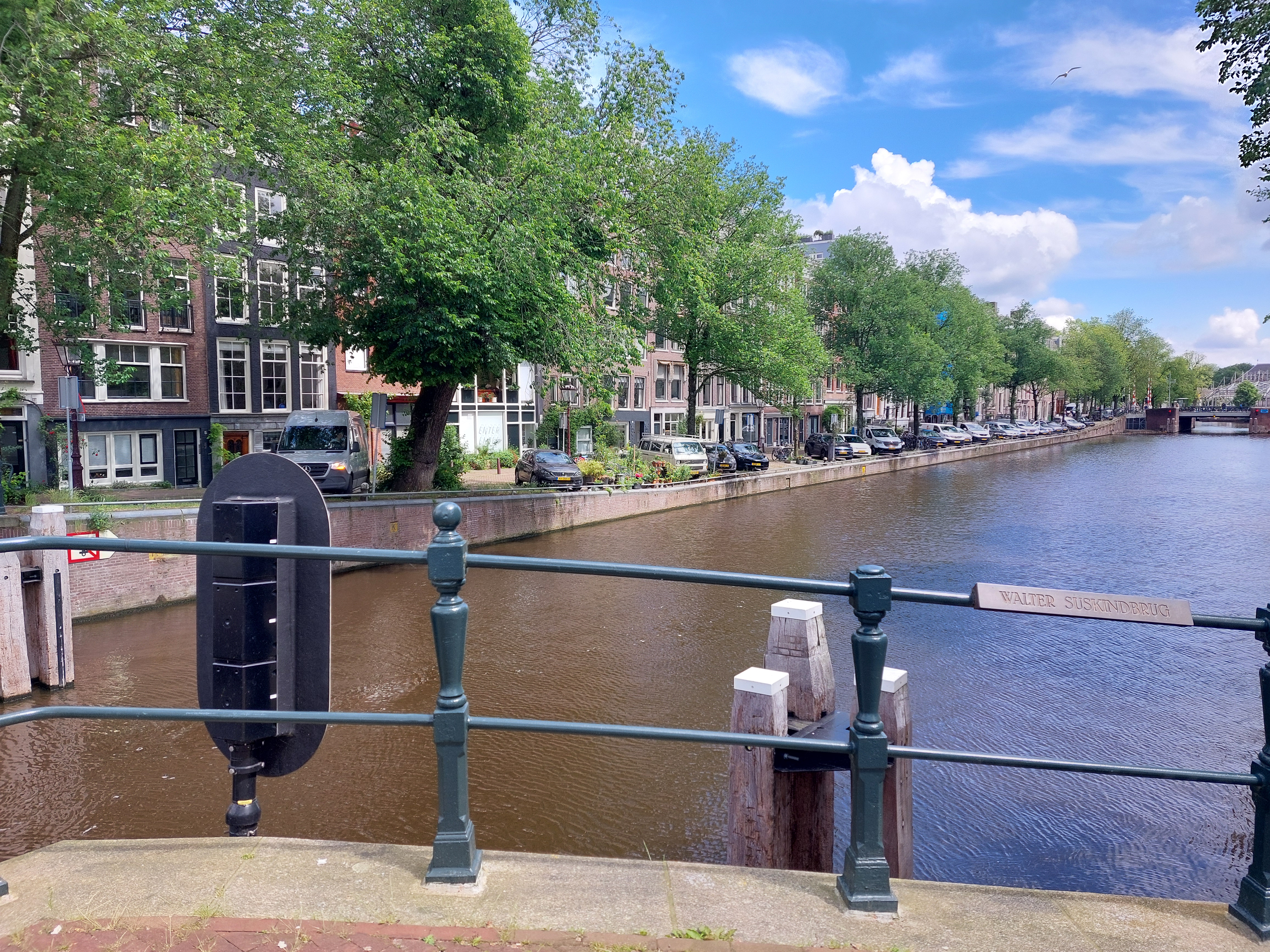
Nieuwe Herengracht gezien vanaf de Walter Süskindbrug

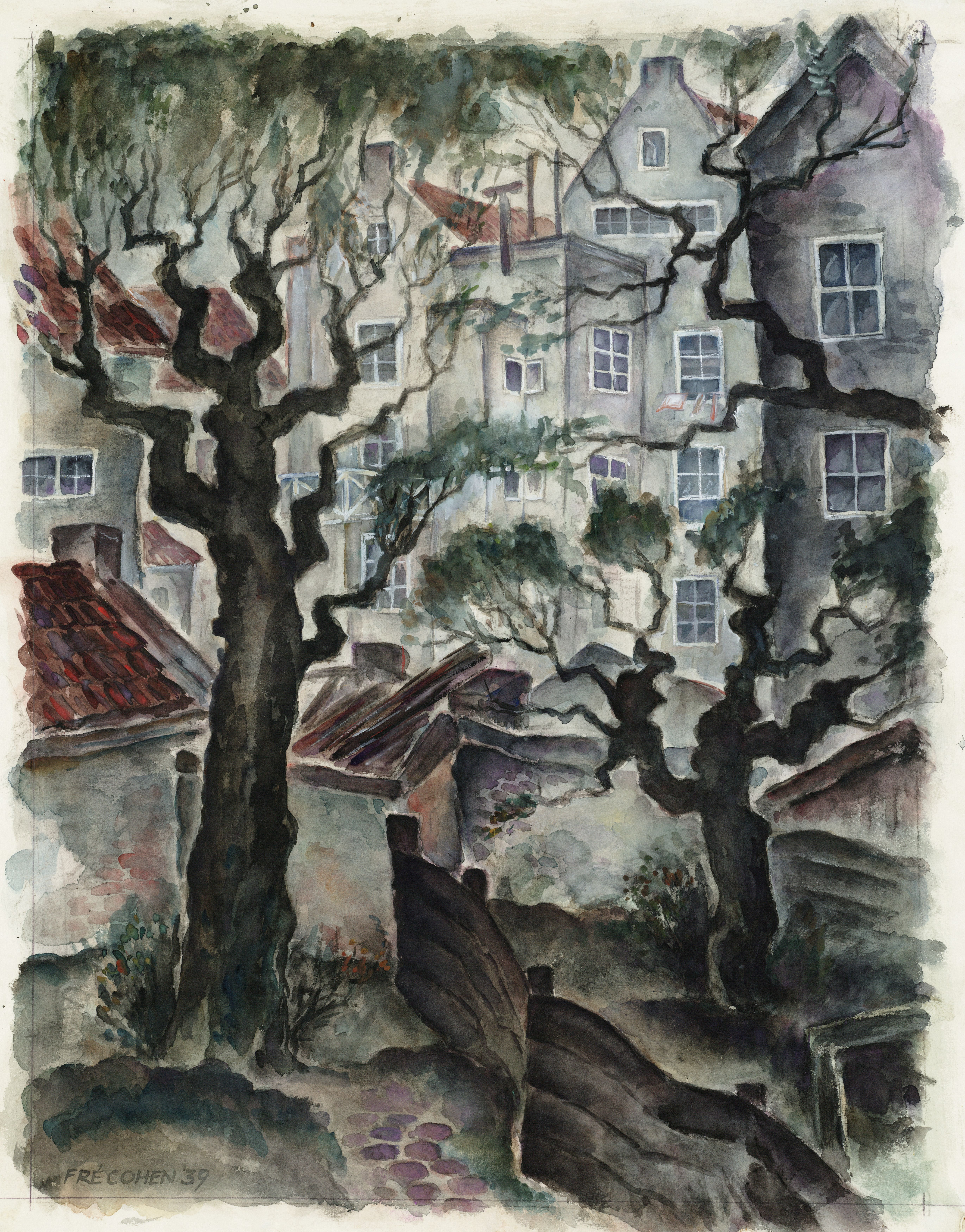
Achterzijde huizen Nieuwe Herengracht door Fré Cohen, 1939

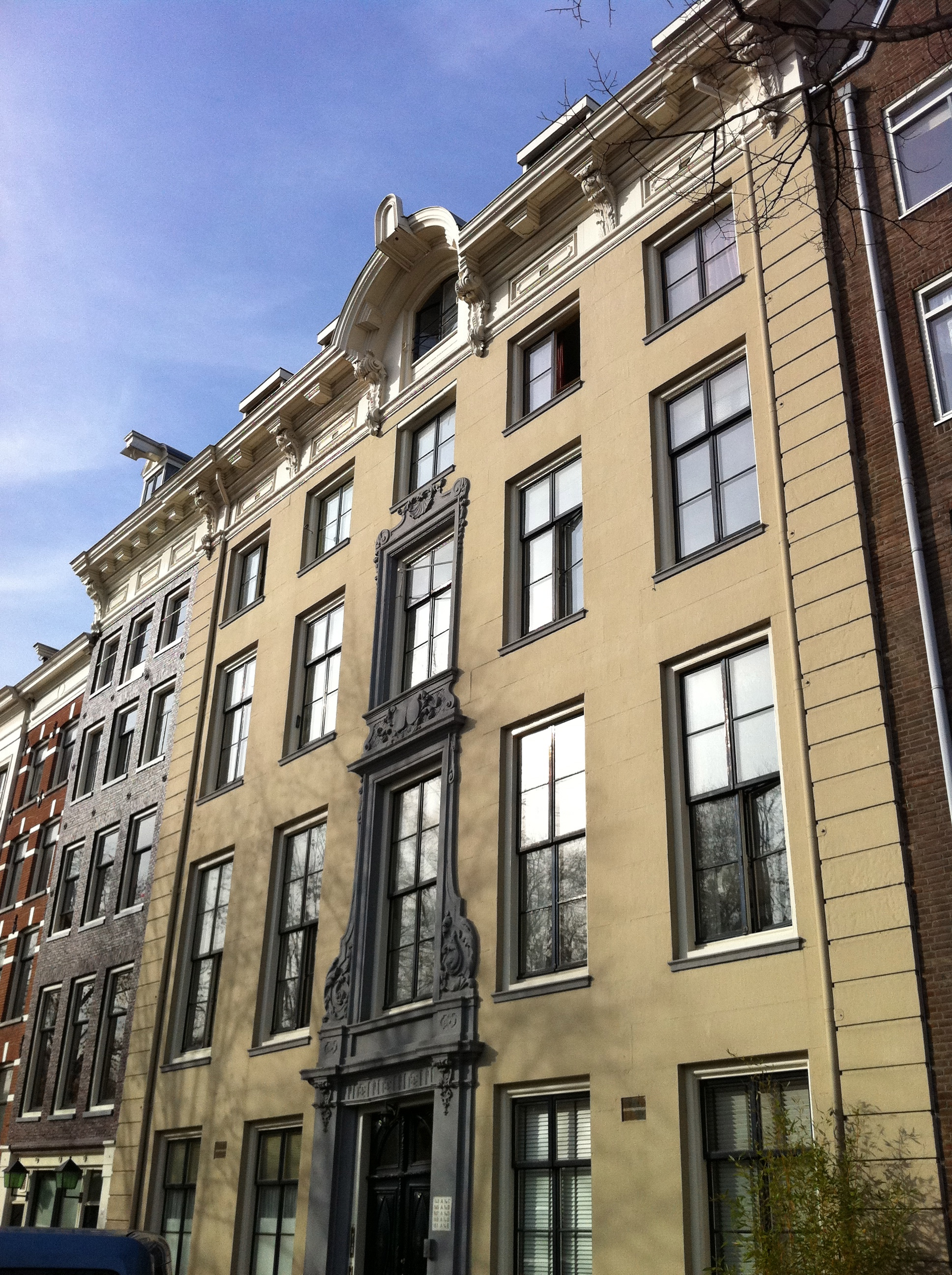
Grachtenpanden uit de 18e eeuw langs de Nieuwe Herengracht.

De Nieuwe Herengracht is een gracht in het centrum van Amsterdam. De gracht ligt in het verlengde van de Herengracht tussen Amstel en de Scharrebiersluis bij het Entrepotdok, in de Plantage in het oostelijk deel van de grachtengordel.

## Geschiedenis
De in 1612 gegraven Herengracht is vernoemd naar de Heren Regeerders van de stad Amsterdam. Het deel tussen Leidsegracht en de Amstel behoort tot de uitleg van 1658. Bij de laatste uitbreiding werd het gedeelte aangelegd ten oosten van de Amstel tot aan de Schippersgracht, waar het water uitmondt in het IJ, sinds 1832 Oosterdok. Dit deel, de Nieuwe Herengracht, lag evenals de Nieuwe Keizersgracht en de Nieuwe Prinsengracht in het destijds welvarende deel van de Amsterdamse Jodenbuurt.
Sinds 1874 vormt de Nieuwe Herengracht een onderdeel van de vaarverbinding tussen de Amstel en het Oosterdok, respectievelijk het IJ. Voordien liep deze verbinding via de Zwanenburgwal en de Oudeschans. Ten behoeve van de scheepvaart werden de stenen welfbruggen vervangen door beweegbare bruggen, dit zijn de bruggen in de kade langs de Amstel (brug nr. 237; Walter Süskindbrug), de Weesperstraat (brug nr. 238; M.S. Vaz Diasbrug), de Muiderstraat (brug nr. 239; Hortusbrug) en brug nr. 50 in het verlengde van de Plantage Doklaan. In de jaren zestig en zeventig zijn deze door de huidige bruggen vervangen.
Aan de zuidoever duikt een fietstunnel onder de drukke tweebaansweg Weesperstraat door, om de Amstel met de Plantage te verbinden.

## Bebouwing
Omdat door de uitbreiding de vraag verminderde, zijn hier enige bouwkavels geschonken aan liefdadigheidsinstellingen. Zo werd in 1682 de Hortus Botanicus Amsterdam (door het Amsterdamse stadsbestuur oorspronkelijk als medicinale kruidentuin bedoeld) naar de Nieuwe Herengracht verplaatst. Deze hortus botanicus gelegen aan de oever van de Nieuwe Herengracht bij de Hortusbrug (basculebrug nr. 239) en de Muiderstraat is een van de oudste botanische tuinen ter wereld.
Rond 1682 werd in opdracht van de Diaconie van de Gereformeerde (later: Hervormde) Gemeente tussen de Nieuwe Herengracht en de Nieuwe Keizersgracht in monumentale klassieke stijl de Amstelhof gebouwd, als tehuis voor hulpbehoevende bejaarden. De bouw werd mogelijk gemaakt door een legaat en de schenking van de bouwgrond door het stadsbestuur. Het bleef tot 2007 als verpleeghuis in gebruik. Het complex is ingrijpend verbouwd. In 2009 opende de Hermitage Amsterdam, een dependance van het museum de Hermitage in Sint-Petersburg hier de deuren.
Achter de Hermitage Amsterdam liggen aan de Nieuwe Herengracht 18 en 20 de 18e-eeuwse huizen Het Corvershof en Amstelrank. De monumentale gebouwen werden eveneens in opdracht van de Diaconie gebouwd ter huisvesting en verzorging van bejaarden en zieken. Ze maken, evenals het aan de Nieuwe Keizersgracht gelegen Van Limmikhof en Hodshonhof, deel uit van het Amstelhoven-complex waar vroeger ook het gebouw waarin nu de Hermitage Amsterdam is gehuisvest, toe behoorde. Zij delen de door Bureau Mien Ruys ontworpen gemeenschappelijke tuin. In de huizen zijn nog steeds aan de Protestante Diaconie Amsterdam verwante organisaties gevestigd. Amstelrank biedt onderdak aan Het Wereldhuis, waar men vluchtelingen bijstaat.

## Architectuur en gebouwen
- Een typisch voorbeeld van een verhoogde lijstgevel met kleine halfcirkelvormige middenverhoging vindt men op Nieuwe Herengracht 99, afgebouwd in 1700. Jan Weenix schilderde aan het einde van de 17e eeuw vijf vaste schilderijen (behangsels) voor dit huis. De opdrachtgever was Jacob H. de Granada, eigenaar van een plantage in Suriname. Vanwege de grote zaal aan de voorkant met uitzicht op de Plantage was dat huis in trek bij kunstliefhebbers. De schilderijen werden in 1923 onderhands verkocht aan William Randolph Hearst, voor het Hearst Castle aan de Californische kust. De doeken zijn vervolgens verspreid geraakt over de halve wereld.
- Het enige naakt dat de schilder Jacob de Wit schilderde is afkomstig uit de Nieuwe Herengracht 99. Het paneel is in opdracht gemaakt voor de bibliotheek van Isaac de Pinto en hangt in het Amsterdams Historisch Museum.
- Het dubbele huis Nieuwe Herengracht 103, met een zandstenen lijstgevel in Lodewijk XV-stijl, een deur- en raamomlijsting en een deftige frontale stoep en het rococo-sierhek. Aaron Joseph de Pinto, 1710-1758, een rijke joodse koopman en kunstverzamelaar kocht het laat-17de-eeuwse pand in 1734 en liet het in 1751 grondig verbouwen en van een nieuwe (huidige) voorgevel voorzien.[2]
- Het dubbel huis op Nieuwe Herengracht 143 uit 1720 heeft een zandstenen gevel voorzien van geblokte hoeklisenen, gebeeldhouwde middentravee, met in het midden een verhoogde rechte lijst met consoles.

## Bekende bewoners
- Hendrik Gravé (1670-1749), Nederlands admiraal, hij woonde op Nieuwe Herengracht 99.
- Aaron Joseph de Pinto (1710-1758), koopman en verzamelaar.
- Isaac de Pinto (1717-1787), bewindhebber VOC en filosoof.
- Willem Sautijn (1704-1789).
- Jan van Mekeren, een rijk Amsterdamse houtkoper en weldoener.
- Samuel Iperusz Wiselius (1769-1845), patriot, ontving in Nieuwe Herengracht 99 onder meer Gustaaf IV van Zweden.
- Jonas Daniël Meijer (1780-1834), eerste Joodse advocaat in de Bataafse Republiek die toegelaten werd tot de balie, hij woonde aan de Nieuwe Herengracht 103.
- Isaac Gosschalk (1838-1907), architect, geboren op de Nieuwe Herengracht.
- Frederic Joseph Maria Anton Reekers (1842-1922), katholiek politicus.
- Willem Hovy, eigenaar bierbrouwerij De Gekroonde Valk, woonde eind 19e eeuw aan de Nieuwe Herengracht 143.
- David Wijnkoop (1876-1941), communist, hij woonde aan de Nieuwe Herengracht 67 van 1907 tot 1910.
- Wim Ibo (1918-2000), cabaretier, schrijver en producent.
- Ben Sajet (1887-1986), sociaal-geëngageerd arts en sociaaldemocratisch Amsterdams gemeenteraadslid en Statenlid van Noord-Holland.